# Gertrude Bonnin
Gertrude Simmons Bonnin, znana pod literackim pseudonimem Zitkala-Sa (ur. 22 lutego 1876 w Dakocie Południowej, zm. 26 stycznia 1938 w Waszyngtonie) – indiańska pisarka, poetka, kompozytorka i aktywistka społeczna pierwszej połowy XX wieku.

## Życiorys
Zitkala-Sa (imię oznaczające w jej rodzimym języku Czerwony Ptak) urodziła się w rezerwacie Yankton Dakotów w roku bitwy nad Little Bighorn. Jej matka pochodziła z plemienia Yankton, ojciec, który wkrótce porzucił swą indiańską rodzinę, był biały. Ojczym, John Haysting Simmons, dał jej swoje nazwisko. Wczesne dzieciństwo spędziła w rezerwacie, który opuściła jako 12-latka, rozpoczynając naukę w szkole misyjnej kwakrów w Wabash w stanie Indiana. Kolejnym etapem jej edukacji był Earlham College w Richmond (gdzie, mimo rasistowskich uwag części publiczności, wygrała konkurs recytatorski), a następnie New England Conservatory of Music w Bostonie, gdzie uczyła się gry na skrzypcach (w 1900 roku zagrała m.in. na Wystawie Światowej w Paryżu).
Po krótkim okresie pracy jako nauczycielka w Carlisle Indian Industrial School w Carlisle w Pensylwanii powróciła do Bostonu, gdzie zaczęła pisać swoje pierwsze opowiadania i wspomnienia. Jej autobiograficzne nowele były publikowane w "The Atlantic Monthly" pomiędzy styczniem a marcem 1900 roku. W 1901 roku ukazała się jej książka Old Indian Legends, zbiór nowel, opartych na folklorze Dakotów. Pisała także dla magazynu "Harper's Monthly". Rok później w rezerwacie poznała kapitana Raymonda Bonnina, również półkrwi Yankton, pracownika Biura do spraw Indian. Pobrali się, mieli jednego syna.
Rozpoczęta w 1910 roku współpraca z poznanym w stanie Utah kompozytorem Williamem F. Hansonem zaowocowała wystawieniem w 1913 roku pierwszej w historii opery indiańskiej, The Sun Dance ("Taniec Słońca"), do której Bonnin napisała libretto i piosenki. Na potrzeby opery Bonnin zaaranżowała tradycyjne pieśni dakockie, angażując do przedstawienia także tancerzy i pieśniarzy z plemienia Ute. Po dłuższej przerwie, w 1916 roku powróciła do pracy literackiej, publikując m.in. w 1921 roku American Indian Stories, zbiór autobiograficznych nowel, częściowo złożony z utworów opublikowanych poprzednio w "The Atlantic Monthly". Twórczość Bonnin nabrała bardziej politycznego charakteru, a ona sama zaangażowała się też w działalność na rzecz praw amerykańskich Indian i przeprowadziła do Waszyngtonu.
Zitkala-Sa działała w powstałym w 1911 roku Society of American Indians (Towarzystwie Indian Amerykańskich), wspólnie m.in. z innym dakockim pisarzem Charlesem Eastmanem. Była zwolenniczką dwujęzycznego wychowania i edukacji dzieci indiańskich. Doradzała również instytucjom rządowym w sprawach związanych z tubylczymi Amerykanami. Pozostała aktywistką do swojej śmierci w 1938 roku. W tym samym roku na Broadwayu miała miejsce nowojorska premiera The Sun Dance, ale na plakatach nazwisko współtwórczyni pierwszej indiańskiej opery zostało pominięte. Jej twórczość przypomniano (a częściowo opublikowano po raz pierwszy) dopiero w latach 80. XX wieku.
W 2024 roku System Rezerwy Federalnej wyemitował dwie upamiętniające ją ćwierćdolarowe monety: srebrną monetę kolekcjonerską oraz towarzyszącą jej monetę okolicznościową.